# Markhåndbold
Markhåndbold er en underart af sportsgrenen håndbold, der spilles udendørs på et græsunderlag. Reglerne er de samme som for normal håndbold.

## Historie
Da håndbolden var helt ung som sport, var der to retninger, som kæmpede om ledelsen. Den indendørs form, som nu er altdominerende, blev især spillet i Danmark og Sverige med syv mand på hvert hold, mens markhåndbolden var fremherskende i Tyskland med elleve mand på hvert hold. Også andre midteuropæiske hold dyrkede primært markhåndbold.
Ved OL 1936 i Berlin kom håndbold på programmet. Her var det den tyske variant, der blev spillet, og Tyskland var suveræne og vandt alle kampe.
I 1938 blev det første VM i markhåndbold arrangeret, og her vandt de olympiske mestre fra 1936, Tyskland. Dette første VM blev arrangeret af organisationen International Amateur Handball Federation (IAHF), som også dækkede sportsgrene som basketball og volleyball (sportsgrene, hvor man spillede med en bold med hænderne).
IHF erstattede efter krigen i 1946 det tyskdominerede IAHF, og der blev fremover satset mere på den indendørs udgave af spillet. I begyndelsen arrangerede IHF dog også markhåndboldturneringer, og det andet VM blev afholdt i 1948, hvor Tyskland ikke var repræsenteret (efter at have tabt anden verdenskrig). Her vandt Sverige over Danmark. Sporten var ikke med ved OL 1948, men ved 1952 var det med som  demonstrationssport, igen på græs. Der blev spillet én kamp, mellem finalisterne fra VM 1948, Sverige og Danmark.
VM i markhåndbold blev yderligere afholdt fem gange med ujævne mellemrum, og sidste gang var i 1966, hvor Vesttyskland vandt.

## Regler
Tekst mangler, hjælp os med at skrive teksten